# Pfarrhaus Berg (Pfronten)

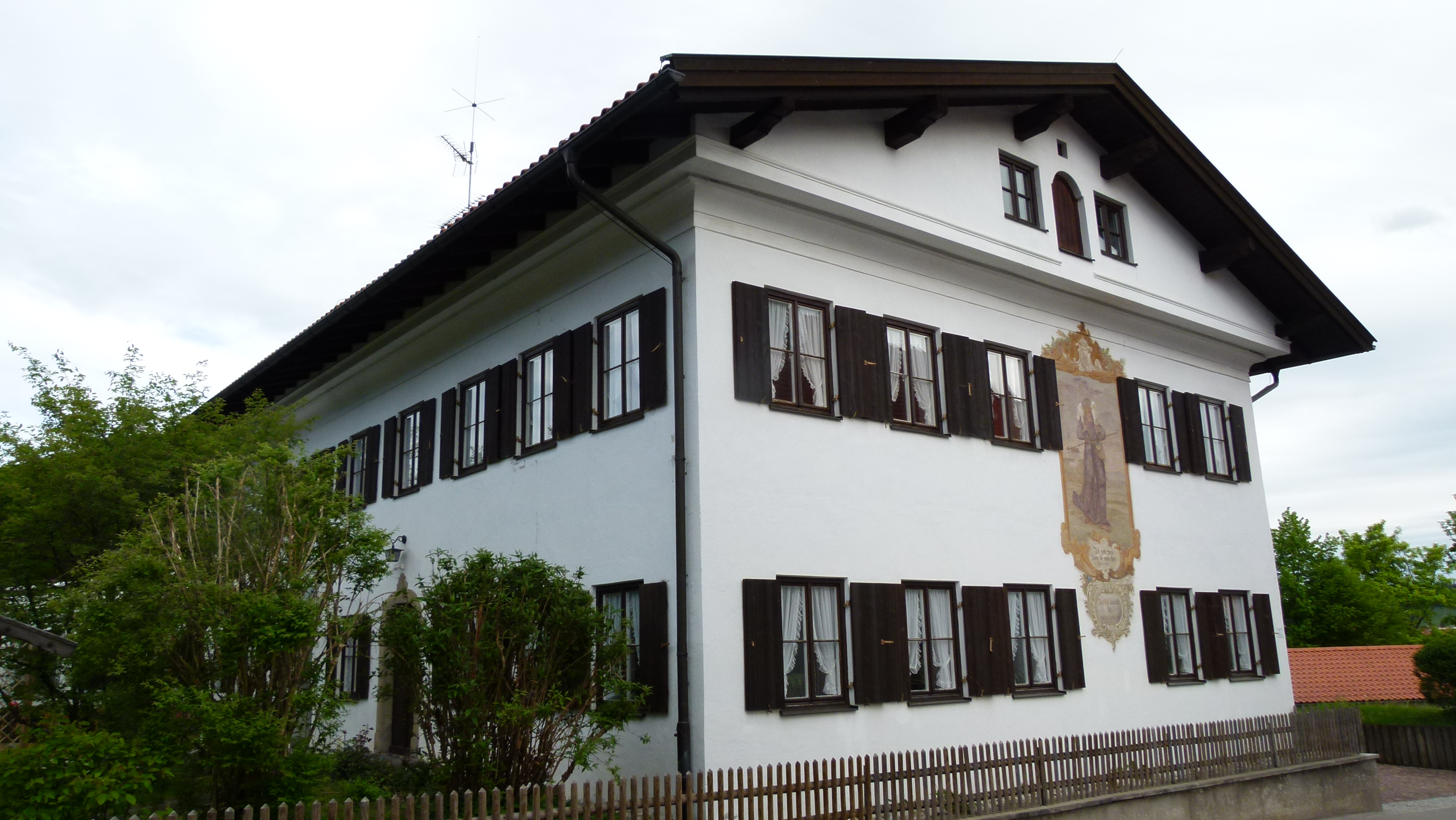
Ehemaliges Pfarrhaus in Berg

Das ehemalige Pfarrhaus in Berg, einem Gemeindeteil von Pfronten im Landkreis Ostallgäu im bayerischen Regierungsbezirk Schwaben, wurde 1757 errichtet. Das ehemalige Pfarrhaus an der Kirchsteige 7, nördlich der katholischen Pfarrkirche St. Nikolaus, ist ein geschütztes Baudenkmal. 
Der zweigeschossige Satteldachbau im Typ eines Bauernhauses besitzt fünf zu fünf Fensterachsen. Am straßenseitigen Giebel befindet sich eine Ladeluke und darunter die Darstellung eines Heiligen.
Im Jahr 1981, nach dem Neubau des Pfarrhauses (Am Hörnle 5) an der Südseite der Pfarrkirche, wurde aus dem alten Pfarrhaus das Haus der Begegnung St. Hildegard. Es bietet Unterkünfte für Aufenthalte von Schulklassen, Jugendgruppen, Familienkreisen und Seminaren.